# Sedibeng
Sedibeng è un villaggio del Botswana situato nel distretto Meridionale, sottodistretto di Barolong. Il villaggio, secondo il censimento del 2011, conta 708 abitanti.

## Località
Nel territorio del villaggio sono presenti le seguenti 2 località:
- Marathadibe di 5 abitanti,
- Matshwiisa di 16 abitanti